# USS Dufilho (DE-423)
USS Dufilho (DE-423) là một tàu hộ tống khu trục lớp John C. Butler từng phục vụ cùng Hải quân Hoa Kỳ trong Chiến tranh Thế giới thứ hai. Nó là chiếc tàu chiến duy nhất của Hải quân Hoa Kỳ được đặt cái tên này, theo tên Đại úy Hải quân Marion William Dufilho (1916–1942), phi công từng phục vụ cùng Liên đội Tiêm kích VF-5 trên tàu sân bay Yorktown (CV-5) trước khi được điều sang chiếc Saratoga (CV-3), đã tử trận trong trận chiến Đông Solomon vào ngày 24 tháng 8, 1942 và được truy tặng Huân chương Chữ thập Hải quân cùng Huân chương Chữ thập bay Dũng cảm. Nó đã phục vụ trong suốt Thế chiến II, được cho ngừng hoạt động sau khi xung đột chấm dứt vào năm 1946, rồi cuối cùng bị bán để tháo dỡ vào năm 1973. 

## Thiết kế và chế tạo
Lớp John C. Butler được thiết kế nhằm đáp ứng nhu cầu một số lượng lớn nhưng rẻ tiền của một kiểu tàu hộ tống chống tàu ngầm để hộ tống các đoàn tàu vận tải vượt đại dương. Chúng có chiều dài chung 306 foot (93,3 m), mạn tàu rộng 36 foot 10 inch (11,2 m) và mớn nước 13 foot 4 inch (4,1 m), trọng lượng choán nước tiêu chuẩn 1.350 tấn Anh (1.372 t), và lên đến 1.745 tấn Anh (1.773 t) khi đầy tải, với một thủy thủ đoàn bao gồm 14 sĩ quan và 201 thủy thủ. Con tàu được vận hành bởi hai turbine hơi nước hộp số Westinghouse; hơi nước được cung cấp bởi hai nồi hơi "D" Express, tạo ra công suất 12.000 mã lực càng (8.900 kW) và cho phép đạt được tốc độ tối đa 24 hải lý trên giờ (44 km/h; 28 mph). Nó có tầm hoạt động 6.000 hải lý (11.000 km; 6.900 mi) ở tốc độ đường trường 12 hải lý trên giờ (22 km/h; 14 mph).
Dàn vũ khí chính bao gồm hai tháp pháo 5-inch/38 caliber đa dụng nòng đơn, được dẫn đường bởi hệ thống điều khiển hỏa lực Mark 51; vũ khí phòng không gồm hai khẩu đội Bofors 40 mm L/60 nòng đôi và mười khẩu Oerlikon 20 mm nòng đơn cũng được dẫn đường bởi hệ thống Mark 51. Ngoài ba ống phóng ngư lôi 21 inch (533 mm), vũ khí chống ngầm bao gồm hai đường ray thả mìn sâu, tám máy phóng mìn sâu K-gun cùng một dàn súng cối chống ngầm Hedgehog. Con tàu được trang bị sonar kiểu QC, radar dò tìm mặt biển SL và radar dò tìm không trung SA.
Dufilho được đặt lườn tại xưởng tàu của hãng Brown Shipbuilding Co. ở Houston, Texas vào ngày 31 tháng 1, 1944. Nó được hạ thủy vào ngày 9 tháng 3, 1944, được đỡ đầu bởi bà Marion William Dufilho, vợ góa của Đại úy Dufilho, và được cho nhập biên chế cùng Hải quân Hoa Kỳ vào ngày 21 tháng 7, 1944 dưới quyền chỉ huy của Hạm trưởng, Thiếu tá Hải quân Albert Henry Nienau.

## Lịch sử hoạt động
Sau khi hoàn tất việc chạy thử máy huấn luyện tại khu vực Bermuda và sửa chữa sau chạy thử máy, từ ngày 20 tháng 9 đến ngày 19 tháng 10, 1944, Dufilho cùng với tàu chị em Douglas A. Munro (DE-422) tháp tùng để hộ tống cho pháo hạm Vixen (PG-53), soái hạm của Đô đốc Royal E. Ingersoll, Tổng tư lệnh Hạm đội Đại Tây Dương, khi ông thực hiện một chuyến đi thị sát các căn cứ tại vùng biển Caribe. Nó lại có chuyến đi hộ tống cho tàu sân bay hộ tống Kasaan Bay đi sang Casablanca, Maroc thuộc Pháp từ ngày 24 tháng 10 đến ngày 14 tháng 11.
Chuẩn bị để được điều động sang khu vực Mặt trận Thái Bình Dương, Dufilho khởi hành từ Norfolk, Virginia vào ngày 7 tháng 12, băng qua kênh đào Panama mười ngày sau đó, và đi đến đảo Manus thuộc quần đảo Admiralty vào ngày 15 tháng 1, 1945. Nó tiếp tục thực hành huấn luyện tại đây, cho đến khi lên đường để hướng sang Leyte, Philippines vào ngày 23 tháng 1; tuy nhiên trên đường đi nó chuyển hướng đến để tham gia thành phần hộ tống một đoàn 80 chiếc tàu đổ bộ LST, vận chuyển lực lượng tăng viện và tiếp liệu đi đến vịnh Lingayen, Luzon.
Sau khi tuần tra bảo vệ cho việc chất dỡ lực lượng và tiếp liệu tại vịnh Lingayen trong các ngày 9 và 10 tháng 2, Dufilho lên đường và đi đến vịnh San Pedro, Leyte vào ngày 14 tháng 2. Sau đó nó tiếp tục hộ tống các đoàn tàu vận tải đi lại giữa Morotai và Leyte đến vịnh Subic và vịnh Lingayen cho đến ngày 27 tháng 2, khi nó chuyển sang hộ tống để bảo vệ các đơn vị tàu quét mìn hoạt động tại khu vực eo biển San Bernardino và rà quét thủy lôi để dọn sạch con đường đi sang Manila; nó cũng tham gia các hoạt động đổ bộ dọc theo khu vực. Sau khi đi đến vịnh Subic vào ngày 6 tháng 3, nó làm nhiệm vụ tuần tra chống tàu ngầm và hộ tống.
Trong giai đoạn từ ngày 26 tháng 4 đến ngày 5 tháng 7, Dufilho được điều sang hỗ trợ cho hoạt động tấn công và chiếm đóng Borneo. Nó hộ tống các đoàn tàu vận chuyển lực lượng từ Philippines và Mios Woendi đến Morotai để chuẩn bị cho các cuộc đổ bộ lên Tarakan và vịnh Brunei trong tháng 5 và tháng 6, rồi vận chuyển lực lượng tăng viện đến Tarakan, và tuần tra ngoài khơi bãi đổ bộ trong quá trình chiếm đóng vịnh Brunei. Nó cũng hộ tống các đoàn tàu vận chuyển lực lượng sang chiến trường rồi cùng các tàu vận tải rỗng rút lui về vịnh San Pedro. Sau một đợt đại tu ngắn, nó làm nhiệm vụ tuần tra chống tàu ngầm, tìm kiếm và giải cứu, quan trắc thời tiết và hộ tống tại khu vực vịnh Leyte. Vào ngày 2 tháng 8, con tàu tham gia vào việc tìm kiếm những người sống sót của Indianapolis (CA-35), sau khi chiếc tàu tuần dương hạng nặng bị đắm trong biển Philippine do trúng ngư lôi phóng từ tàu ngầm Nhật Bản.
Dufilho thực hiện một chuyến đi sang Okinawa để hộ tống các tàu đổ bộ LST và LSM quay trở về Leyte để sửa chữa. Sau khi Nhật Bản chấp nhận đầu hàng vào ngày 15 tháng 8, giúp chấm dứt vĩnh viễn cuộc xung đột, nó khởi hành từ Leyte vào ngày 6 tháng 9, ghé qua trước khi đi đến Thượng Hải vào ngày 22 tháng 9, trở thành tàu chiến Hoa Kỳ đầu tiên cặp cảng Thượng Hải sau suốt bốn năm. Con tàu ghé đến nhiều cảng Trung Quốc và Hong Kong trước khi lên đường vào ngày 5 tháng 1, 1946 để quay trở về Hoa Kỳ, ghé đến Trân Châu Cảng trước khi về đến San Diego, California vào ngày 12 tháng 2.
Dufilho được cho xuất biên chế vào ngày 14 tháng 5, 1960 và đưa về Hạm đội Dự bị Thái Bình Dương, neo đậu tại San Diego, California. Tên nó được cho rút khỏi danh sách Đăng bạ Hải quân vào ngày 1 tháng 12, 1972, và con tàu được bán cho hãng National Metal & Steel Corp. tại Terminal Island, California để tháo dỡ vào ngày 1 tháng 8, 1973.

## Phần thưởng
Nguồn: Navsource Naval History
|  |  |  |
|  |  |  |

| Huân chương Chiến dịch Hoa Kỳ                 |                                      |                                                |
| Huân chương Chiến dịch Châu Á-Thái Bình Dương | Huân chương Chiến thắng Thế Chiến II | Huân chương Giải phóng Philippine (Philippine) |